# لیسا سو
لیسا سو؛ (زادهٔ ۱ نوامبر ۱۹۶۹) مهندس برق آمریکایی-تایوانی و اکنون مدیر عامل اجرایی شرکت ای‌ام‌دی است. وی فارغ‌التحصیل مؤسسه فناوری ماساچوست در رشته مهندسی برق و عضو پیوسته انجمن مهندسان برق و الکترونیک می‌باشد.
شرکت ای‌ام‌دی با رهبری وی پیشرفت چشم‌گیری در افزایش سهم خود در بازار قطعات نیمه‌رسانا داشته‌است. ارزش دستمزد وی در سال ۲۰۱۹ برابر ۵۸٬۵ میلیون دلار بوده‌است.